# 安全邊際
安全邊際（英語：Margin of Safety，稱安全餘額），為衡量企業承受產品滯銷能力的一種方法，並常用於管理會計之中。其內涵為預期(或實際)銷貨額(或量)超過損益兩平點銷貨的部分，即為企業在發生損失之前的彈性銷售銷貨額（或量）。
安全邊際也能夠以比率的型式呈現，稱為安全邊際率。計算方式為安全邊際除以預計（或實際）的銷貨。安全邊際率愈高，代表公司承受滯銷的能力愈好。